# Pholidota aidiolepis
Pholidota aidiolepis är en orkidéart som beskrevs av Gunnar Seidenfaden och De Vogel. Pholidota aidiolepis ingår i släktet Pholidota och familjen orkidéer. Inga underarter finns listade i Catalogue of Life.